# Hariclea Darclée
Hariclea Darclée (nacida como Hariclea Haricli en Brăila, 10 de junio de 1860-Bucarest, 12 de enero de 1939) fue una soprano rumana con relevantes condiciones de actriz creadora del personaje de Tosca de Puccini, La Wally de Alfredo Catalani y Iris de Mascagni. En 1995 se estableció la Hariclea Darclée International Voice Competition en Brăila.

## Biografía
De familia griega, nació en Braila y vivió en el sur de Rumania. Estudió en París y debutó en la Ópera de París en 1888 como Marguerite de Fausto, al año siguiente reemplazó a Adelina Patti en Romeo y Julieta de Gounod. Cantó en La Scala, La Pergola y otros teatros italianos y estrenó mundialmente Iris (1899) y Tosca (1900) en el Teatro Costanzi de Roma. Entre 1893 y 1910 actuó en Moscú, San Petersburgo, Lisboa, Barcelona, Madrid y en el Teatro Colón de Buenos Aires en 1909 como Tosca, Wally, Elisabeth de Tannhäuser y Aurora de Héctor Panizza. Otros roles fueron Gilda, Ophélie, Valentine, Violetta, Desdemona, Mimì, Santuzza, Manon, Manon Lescaut, Aida, y Carmen. Se retiró en 1918 y entre sus pupilas se cuenta Gina Cigna. Murió en 1939. Está enterrada en el cementerio de Bellu de Bucarest.